# Place de la République (chanson)
 (juillet 2023).
Pour les articles homonymes, voir Place de la République.
Singles de Cœur de pirate
Golden Baby
(2012)
Pistes de Blonde
Les Amours dévouées Cap Diamant
Place de la République est une chanson de Cœur de pirate, issue de son second album Blonde. C'est le troisième single de l'album. Il est sorti le 9 janvier 2013.
Le titre Place de la République est un des classiques de Cœur de pirate. C'est la première chanson que la jeune chanteuse québécoise ait écrite après la sortie de son premier album éponyme. Tout naturellement, elle l'a chanté sur scène dès sa première tournée, sous la forme d'un titre inédit. Lorsque son second album est entré en préparation, elle y a intégré le titre sans hésiter.

## Clip vidéo
Le clip, tourné en novembre 2012, a été réalisé par Béatrice Martin elle-même, peu après la naissance de sa fille. Elle a reçu pour cela l'aide du réalisateur Angus Borsos. Elle fait des apparitions dans des scènes séparées, le principal de l'histoire du clip se déroulant autour d'autres acteurs. Ils sont, dans l'ordre du générique de fin, Marine Reed Brissonet, Jean du Sartel, Lola Mino, Camille Pic, Flavie Jaubert et Clémentine Lévy.